# 陶玉玲
陶玉玲（1934年10月28日—），女，江苏镇江人，八一电影制片厂演员。她在电影《柳堡的故事》“二妹子”、《霓虹灯下的哨兵》“春妮”都是在中国家喻户晓的角色，后者的原话剧版即是她担任女主角。1993年罹患癌症，手术后此年便重回话剧舞台。 2006年以电影版《任长霞》中母亲一角提名第28届大众电影百花奖最佳女配角。

## 作品
- 1956年《柳堡的故事》
- 1959年《英雄岛》
- 1959年《江山多娇》
- 1964年《霓虹灯下的哨兵》
- 1979年《二泉映月》
- 2005年《任长霞》
- 2006年《奔跑的梦想》
- 2008年《晚秋》
- 2012年《飞越老人院》

## 荣誉
- 获奖—第五届中国人民解放军金星奖：最佳女主角（《张培英》）
- 提名—第28届大众电影百花奖：最佳女配角（《任长霞》）
- 获奖—第12届中国电影金凤凰奖：特别荣誉奖